# Thorpe Waterville Castle
Thorpe Waterville Castle var en befæstet herregård fra middelalderen nær Thorpe Waterville, Northamptonshire, England.
Thorpe Waterville Castle blev opført af Walter Langton, biskop af Coventry and Lichfield omkring år 1300. Tømmeret fra borgen blev stjålet af Langton fra de nærliggende skove. Da det stod færdigt var det et, for sin samtidig, et luksuriøst hjem. Mens den blev ejet af Lord Lovell blev den belejret i 1461 under den engelske borgerkrig.
Hallen på borgen blev senere ombygget til en lade, som stadig står.
I dag er retsterne af borgen et scheduled monument og listed building af første grad.